# 杜博韋齊河 (傑爾庫爾河支流)
杜博韋齊河（烏克蘭語：Дубовець），是烏克蘭的河流，位於該國東部，屬於傑爾庫爾河的支流，發源自格盧加塔爾，流經盧甘斯克州，河道全長10公里，流域面積143平方公里。